# Conservación y restauración de objetos de vidrio

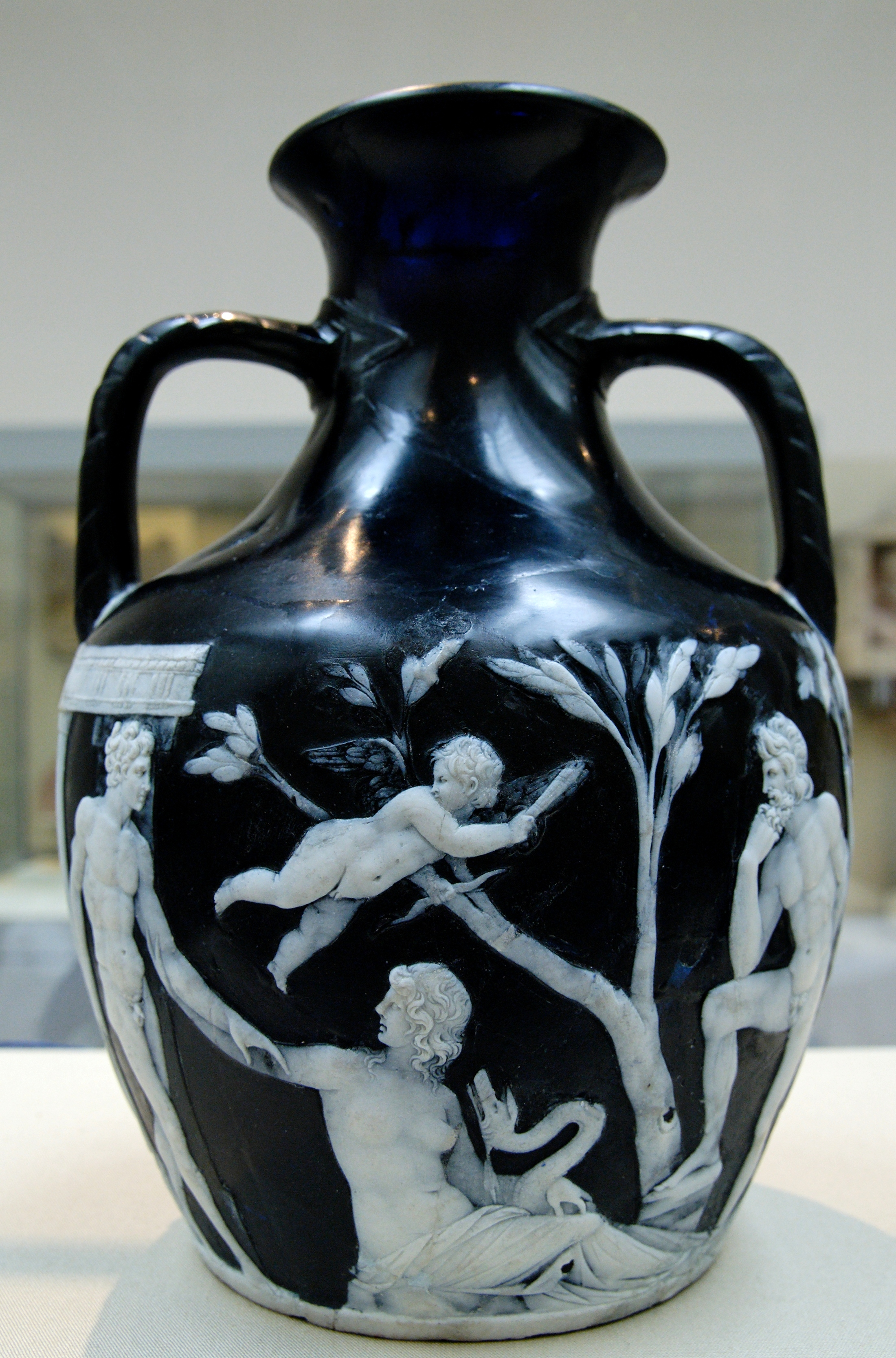
Portland Vase, Museo Británico, restaurado por Nigel Williams

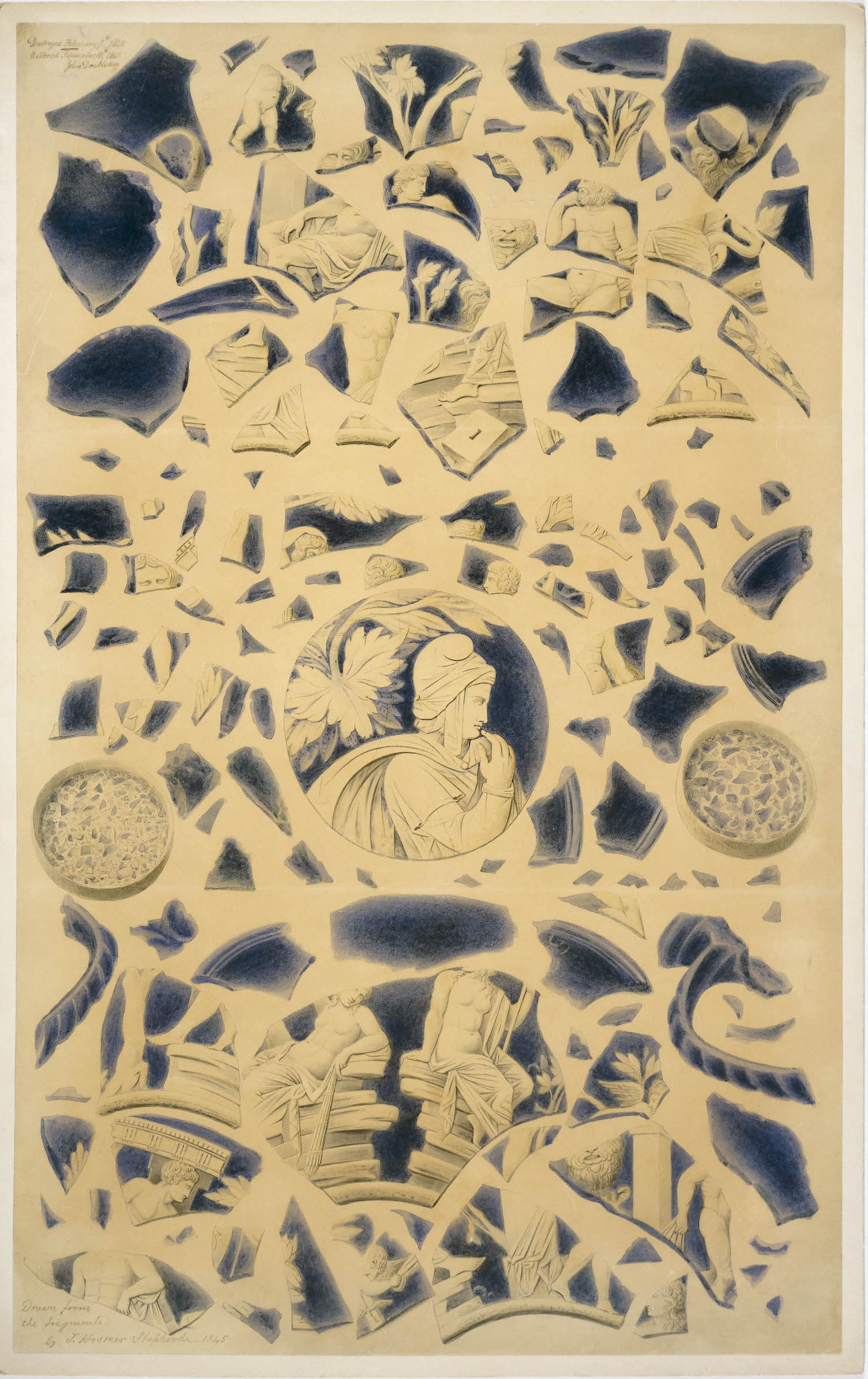
Fragmentos de Portland Vase, acuarela de 1845 de Thomas H. Shepherd

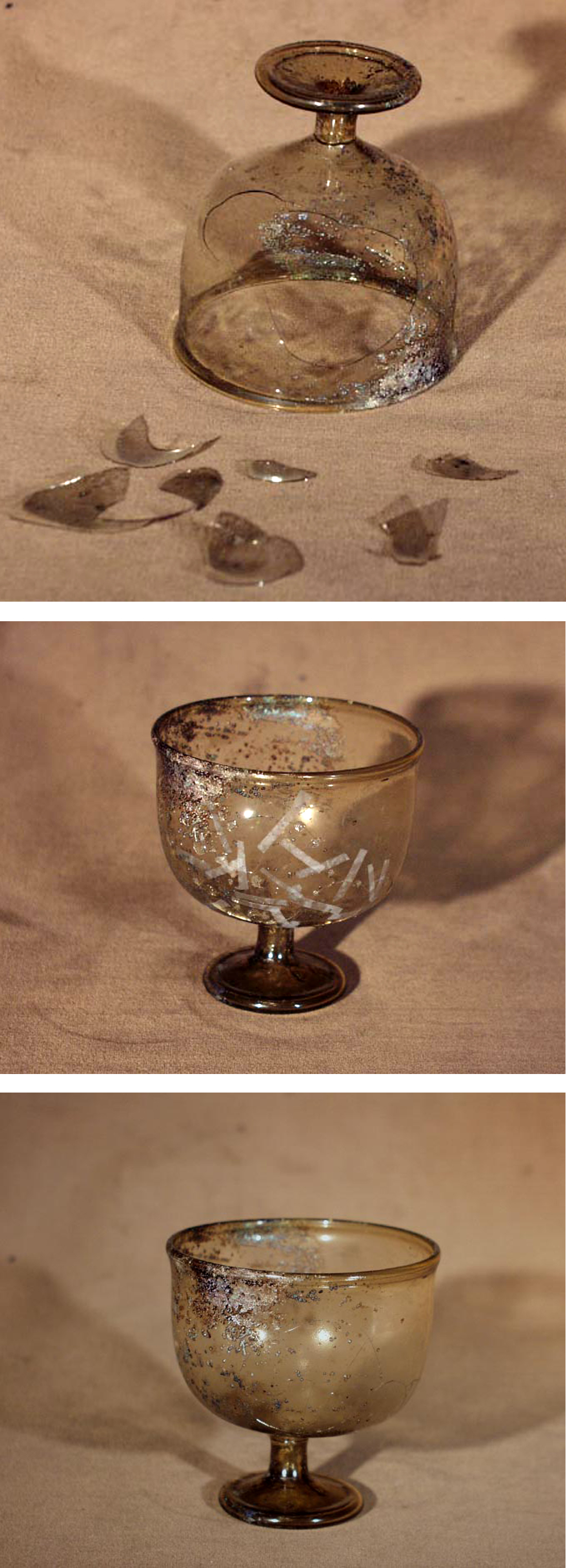
Vidrio Marrón Romano durante y después de la conservación - restauración

La conservación y restauración de objetos hechos de vidrio es un aspecto de la conservación y restauración del patrimonio cultural . La naturaleza y composición variable del material, y la variedad de tipos de objetos hechos con él, exigen ciertas técnicas especializadas. El conservador debe ser consciente de los "agentes de deterioro" que presentan un riesgo particular para los objetos de vidrio y cómo prevenir o contrarrestar sus efectos. La educación y la formación pertinentes están disponibles en ciertos países a través de museos, institutos de conservación y universidades.

## La práctica de la conservación-restauración
La conservación-restauración es la práctica de limpiar y descubrir el estado original de un objeto, investigar los tratamientos adecuados y aplicar esos tratamientos para restaurar el objeto a su estado original sin alterarlo permanentemente, y luego preservar el objeto para evitar un mayor deterioro durante generaciones por venir (Caple, p. 5-6). Puede involucrar a muchas personas diferentes de diversos orígenes para evaluar y tratar adecuadamente un objeto, como restauradores de museos, conservadores, científicos e historiadores. El Museo Metropolitano de Arte concluye que “los restauradores y científicos examinan los objetos de las colecciones del Museo y aquellos que se están considerando adquirir para determinar sus métodos de fabricación y composiciones químicas, así como cualquier daño o deterioro que puedan haber sufrido… los restauradores pueden luego realizar tratamientos, tales como limpieza, reparación y restauración. También recomiendan condiciones apropiadas para el almacenamiento, exhibición y transporte de objetos” (Pilosi y Wypyski, p. 66). Los conservadores-restauradores se pueden encontrar en museos, instituciones privadas de alquiler, asociaciones de conservación y organizaciones gubernamentales o estatales. No solo tratan objetos de vidrio, sino también arte, metal, cerámica, madera y otros materiales que necesitan conservación.

## Métodos históricos de limpieza de cristales.
El vidrio ha existido desde la XVIII Dinastía egipcia, ya que el espécimen más antiguo es una cuenta de vidrio que data de esa época durante el reinado de la reina Hatshepsut . El vidrio es muy versátil y existen muchos tipos diferentes de vidrio que sirven para diversos propósitos, como vidrieras, cristalería de mesa e incluso placas fotográficas de vidrio. Esto significa que el tratamiento de estos objetos depende de sus usos y propósitos originales. El vidrio a lo largo de los siglos consistía principalmente en recipientes de vidrio para beber o comer, y luego evolucionó para formar parte de iglesias y viviendas en forma de vidrio para ventanas. Según el Victoria and Albert Museum, la mayor parte del vidrio se compone de sílice (arena), álcali (generalmente soda o potasa), una tierra alcalina (cal) y un poco de vidrio de desecho. También se pueden agregar otros materiales, como plomo y bario, para crear un efecto especializado en el producto terminado. Los métodos de limpieza han evolucionado desde el lavado con agua hasta el uso de limpiadores químicos especiales hechos especialmente para vidrio, e incluso el desmantelamiento de un objeto de vidrio grande, como una ventana, para evaluarlo y limpiarlo bajo un microscopio en un laboratorio. No había necesidad de limpiar el vidrio a fondo hasta que el vidrio evolucionó como parte de la casa del siglo XX, y de repente se volvió importante mantener las ventanas de vidrio limpias y el limpiador común Windex entró en escena en la década de 1930. Para los objetos de vidrio que no son vidrios de ventanas, la forma más común de limpieza es con agua si el objeto de vidrio está intacto y no es muy frágil. El Museo Victoria and Albert brinda orientación sobre cómo realizar esta forma de limpieza. Los métodos de limpieza pueden diferir si el vidrio ya está dañado, es extremadamente delgado o frágil, o si es muy viejo.

## Agentes de deterioro
Una de las formas en que los conservadores-preventivos abordan el cuidado de las colecciones materiales es mediante la evaluación de riesgos y necesidades en función de los principales agentes de deterioro. Las mejores prácticas emplean el sistema de "evitar, bloquear, detectar y responder" a cualquier amenaza. Al considerar estos factores clave como problemas potenciales con sus propias necesidades, las partes interesadas pueden avanzar en la protección de activos como los objetos de vidrio.
Las fuerzas físicas que se deben considerar en la conservación preventiva de objetos de vidrio pueden incluir: “impacto, choque, vibración, presión, abrasión”, y pueden relacionarse con la necesidad de asegurar tanto los objetos en sí como el entorno en el que residen.
El fuego es un medio de deterioro que puede impactar en objetos de vidrio y que va desde una cantidad de daño potencialmente mínima hasta una pérdida total. Los problemas con el fuego incluyen quemaduras, depósitos de hollín y derretimiento, deformación, decoloración, fragilidad, agrietamiento e incluso rotura. Las posibles intervenciones a estas consecuencias incluyen la creación y el mantenimiento de planes que cubran la instalación de equipos de protección contra incendios y el establecimiento de procedimientos para situaciones de emergencia.
Las plagas, como microorganismos, insectos, roedores, pájaros y murciélagos, son agentes de deterioro que no suelen asociarse con los problemas que se presentan con los objetos de vidrio. Sin embargo, pueden afectar a los objetos de vidrio por medio de otros agentes, tal como la fuerza física, como un pájaro que podría volar hacia una vidriera, o como los contaminantes que un roedor deja como subproducto.
La luz, la radiación ultravioleta e infrarroja impactan en el vidrio de formas únicas. Si bien la luz visible puede hacer que los vidrios de colores se desvanezcan, la radiación ultravioleta se identifica como una entidad no problemática. La radiación infrarroja no tiene un efecto directo, pero puede ser una causa de calentamiento y, por lo tanto, someter el vidrio a problemas relacionados con una temperatura incorrecta (ver más abajo). La mejor manera de proteger el vidrio de la radiación es eliminar la fuente lo mejor posible. No siempre es práctico mantener un trozo de vidrio fuera de la vista, pero la programación estratégica de la exposición puede reducir el impacto.
La temperatura incorrecta de los objetos de vidrio puede provocar una posible fractura. La estabilización de la temperatura puede ayudar significativamente a evitar que se destruyan.
La humedad relativa incorrecta en los objetos de vidrio puede provocar en el vidrio  microcraquelado (crizzling) o exudación. El microcraquelado puede ocurrir cuando la humedad relativa está por debajo del 40% y provocar grietas en su superficie. La exudación o transpiración del vidrio puede ocurrir cuando la humedad relativa está por encima del 55 % y pierde brillo.
Ladrones y vándalos son un problema potencial para cualquier objeto. Dado que los objetos de vidrio son generalmente frágiles, su susceptibilidad al vandalismo puede ser evitada con un plan de cuidado de las colecciones que requiera que se aseguren a un accesorio estable. Aquí, la estrategia es “proteger, detectar, responder y recuperar” las posibles pérdidas.
El agua en sí misma no es un peligro para el vidrio estable, pero en el caso de una pieza con una "enfermedad del vidrio" existente, puede acelerar los problemas asociados, como la exudación y el microcraquelado, como se mencionó anteriormente. Aquí, el vidrio no debe guardarse en lugares donde pueda ocurrir la amenaza de exposición al agua, como cerca del suelo o cerca de lugares donde el agua pueda acumularse.
Los contaminantes que están en el aire o en la atmósfera representan una amenaza menor para el vidrio. Sin embargo, los contaminantes intrínsecos pueden causar deterioro o degradación.
La disociación es una amenaza para los objetos de vidrio como lo es para cualquier otra pieza. Dado que los objetos de vidrio pueden ser tanto pequeños como grandes, pueden correr un mayor riesgo de ser mal manipulados que algo más estático. La disociación puede causar problemas que van desde el extravío hasta el daño y la pérdida total. Mantener buenos registros siempre es una buena práctica, pero demuestra ser una de las mejores estrategias para abordar la amenaza de la disociación.

## Educación y prácticas

### Los Estados Unidos
En los Estados Unidos, el Museo del Vidrio de Corning en Nueva York es el instituto preeminente para la investigación del vidrio a través del departamento de conservación y la biblioteca. El departamento de conservación asesora sobre las mejores prácticas de exhibición, montaje, iluminación, almacenamiento y manipulación de objetos de vidrio. Además, el museo organiza regularmente cursos sobre los principios y la práctica de la limpieza, el cuidado, la conservación y la restauración de vidrios históricos y arqueológicos para conservadores.

### El Reino Unido
El Instituto de Conservación del Reino Unido trabaja para conservar el patrimonio cultural del país con un grupo especializado específicamente en el cuidado de la cerámica y el vidrio. Los eventos organizados a través del Instituto incluyen conferencias y días de estudio.
La Universidad de York en Inglaterra ofrece un programa de Master en conservación de vidrieras dentro del Departamento de Historia y Arte y en asociación con el Departamento de Arqueología.

### Portugal
El VICARTE – Vidro e Cerâmica para as Artes (Vidrio y Cerámica para las Artes) es una unidad de investigación compuesta por la Facultad de Ciencias y Tecnología de la Universidade Nova de Lisboa y la Facultad de Bellas Artes de la Universidade de Lisboa que trabaja para promover la investigación del vidrio y la cerámica. En asociación con instituciones de patrimonio cultural de todo el país, ofrecen un programa de Master en arte y ciencia del vidrio y la cerámica con un enfoque interdisciplinario del trabajo del curso.

### Francia
En Francia, la única academia donde los conservadores y restauradores pueden recibir formación es el Institut national du patrimoine (Instituto Nacional del Patrimonio Cultural). Para aquellos que buscan involucrarse en el campo, se ofrece un programa de capacitación de cinco años para aspirantes a conservadores que otorga a los estudiantes un Master en Conservación-Restauración, con especialidades en loza y cristalería.